# .ps
.psは国別コードトップレベルドメイン（ccTLD）の一つで、パレスチナ国に割り当てられている。
Palestinian National Internet Naming Authority(PNINA)によって管理され、認定されたレジストラによって登録が行われる。
パレスチナ国の国際化国別コードトップレベルドメイン(IDN ccTLD)は.فلسطينであり、Punycodeでは.xn--ygbi2ammxと表される。
2013年2月6日、パレスチナ国のISO 3166-1コードは、ccTLDに合わせてPSに変更された。

## 第二レベルドメイン
登録は第二レベルドメインだけでなく、第三レベルドメインでも行うことができる。
- .ps: 誰でも登録できる（パレスチナに関係しなくても良い）[4]
- com.ps, net.ps, org.ps: 無制限[3]
- edu.ps: 教育機関
- gov.ps: パレスチナ自治政府(PNA)と政府の機関
- sch.ps: 義務教育機関、幼稚園

## ドメインハック
WebサービスのMeetupがmeetu.ps、メリーランド大学が大学のスポーツチーム"Terps"に因んでter.psを取得するなど、ドメインハックにも使用されている。